# Hygrotus berneri
Hygrotus berneri is een keversoort uit de familie waterroofkevers (Dytiscidae). De wetenschappelijke naam van de soort is voor het eerst geldig gepubliceerd in 1984 door Young & Wolfe.